# نهر بارق
نهر بارق هو نهر على باب الجنة جاء ذكره في سيرة النبي محمد، فقد جاء في مسند الإمام أحمد: قال حدثنا يعقوب، حدثنا أبي عن ابن إسحاق، عن الحارث بن فضيل الأنصاري، عن محمود بن لبيد، عن ابن عباس قال: قال رسول الله صلى الله عليه وسلم: «الشهداء على بارق: نهر على باب الجنة، في قبة خضراء، يخرج إليهم رزقهم من الجنة بكرة وعشيا».
 قال الحافظ عماد الدين بن كثير: «كأنَّ الشهداء أقسام، منهم من تسرح أرواحهم في الجنة، ومنهم من يكون على هذا النهر بباب الجنة، وقد يحتمل أن يكون منتهى سيرهم إلى هذا النهر، فيجتمعون هناك ويغدى عليهم برزقهم هناك ويراح».